# .950 JDJ
.950 JDJ (24.1x70mm)弾は、SSK Industries社のアメリカ人ガンスミスで銃器設計者のJ.D.ジョーンズが開発した強力、大口径ライフル実包。

## 薬莢
.950 JDJの薬莢は長さ約70mm、20×110mm 薬莢をベースに短縮し、.950インチ(24.1mm)の弾丸に対応できるようネックアップしたもの。弾丸は受注生産で、最も一般的なもので重量は230g。

## ライフル
名前を見ての通り、この実包に対応するライフルのグルーブ径は0.950インチ(24.1mm)となっている。SSKは本弾に対応するライフルの規制を緩和するため「スポーツ目的としての例外」を適用された。このため、アメリカでこのライフルを購入できるのは他のタイトル1(Gun Control Act of 1968)に分類されるライフル同様、18歳以上のアメリカ国民である。ライフルはマクミランのストックとKrieger社の極厚バレルを採用し、8.2kgものマズルブレーキに対応する。オプションにもよるが、基本的にライフルの重量は39～54kgほどなので、射撃時は台のようなものか頑丈なバイポッドが必須となる。それほどの重量にもかかわらずリコイルは莫大で、スコープやバイポッドなどの付属品は、暴力的とも言えるリコイルの衝撃に耐えうるものを選ばなければならない。規格外の大きさ、重さ、パワーを持つこのライフルは、当然狩猟用途には向いていない。SSK社はこのライフルを3丁だけ生産し、2014年時点では実包の製造も行っていない。

## 性能
この実包は233gもの弾丸を670m/sで撃ちだす。 このとき生まれるマズルエネルギーは38,685 ft⋅lbf (52,450 J)
比較として、装薬量にもよるがM16自動小銃で使われる5.56x45mm NATO弾が1,200–1,300 ft⋅lbf (1,600–1,800 J)、狩猟や警察・軍の中距離狙撃で好まれる.308ウィンチェスターが2,000–3,000 ft⋅lbf (2,700–4,100 J)。.950 JDJの弾道特性は、39,500 ft⋅lbf (53,600 J)ものエネルギーを生み出す20mm機関砲弾のそれと非常に近く、運動エネルギーは、32km/hで走行する1.3トンの自動車と同等。重量50kgのライフルの場合、200 ft⋅lbf (270 J) もの自由リコイルエネルギーが発生する。射撃時は普通、頑丈な「リードスレッド」(台座)又はそれに類する射撃レストを用い、目元の負傷を予防するためにスコープからは十分距離を取る。